# Laos na Olimpijskim igrama
Laos se na Olimpijskim igrama dosada natjecao sedam puta. 
Laoški olimpijski savez je osnovan 1975. godine, te je službeno priznat 1979. Prve igre na kojima su nastupili njegovi sportaši bile su 1980. u Moskvi, te su od tada nastupali na svim igrama, osim 1984. u Los Angelesu. Dosada nisu osvojili niti jednu medalju, a nisu ni nijedanput nastupili na Zimskim olimpijskim igrama. Do sada je za Laos na Olimpijskim igrama nastupilo 43 natjecatelja, najviše (19) na igrama 1980, a najmanje, po 3 na igrama 1988., 2000. i 2012. Od sportova, natjecali su se u atletici, boksu, plivanju i streličarstvu.

## Vanjske poveznice
- Statistika Laosa na Olimpijskim igrama  Arhivirana inačica izvorne stranice od 5. prosinca 2008. (Wayback Machine)